# جمهرة اللغة
كتاب الجمهرة في اللغة ألفه أبو بكر بن دريد المتوفى سنة 321 هجرية الذي كان عمدة اللغويين في عصره ومن تلاميذه أبو علي القالي وابن خالويه وأبو فرج الأصفهاني.
وقد ذكر الأزهري أنه لم يورد في معجمه من الألفاظ إلا ما صح سماعه فأسماه تهذيب اللغة وقد قال ابن دريد في مقدمة كتابه معللا سبب تسميته بالجمهرة «وإنما أعرناه هذا الاسم لأنا اخترنا له الجمهور من كلام العرب وأرجأناه الوحشي والمستنكر» وقد ذكر ابن دريد في معجمه اللفظ الشائع وليس الغريب النادر حيث أفرد ابن دريد للنوادر من الألفاظ أبوابا ملحقة في آخر الجمهرة فقد كان غرضه يشبه غلى حد ما غرض الجوهري وهو تصفية اللغة من الشوائب واستبعاد بعض ألفاظها.
أما منهج ابن دريد في الجهمرة فهو يختلف عن منهج الخليل في كتاب العين برغم من تأثير كتاب العين في المعاجم التي ألفت بعده بما فيها كتاب الجمهرة.
استعمل ابن دريد النظام الألفبائي أساسا لترتيب ألفاظها ويتضح من مقدمة الجمهرة أن ابن دريد قصد هذا المنهج وفضله على منهج كتاب العين فهو برغم إجلاله للخليل وسائر العلماء المتقدمين لم يرق له ترتيب معجمه على حسب مخارج الحروف.
قام ابن دريد بترتيب الجمهرة على أساس الأبنية على غرار ما قبل الخليل في ترتيب الحروف بينهما فالألفاظ عنده ثلاثية ورباعية وخماسية كما أنه تبنى نظام التقاليب الذي ابتدعه الخليل في العين على حسب مبدأ الاشتقاق لأن غالبية ألفاظ العربية من الثلاثي فمثلاً كلمة بقل أورد تقاليبها قلب لبق قبل بلق وقد أستوفى المادة دفعة واحدة ولذلك لا ضرورة لتناول بعض أوجهها فيما بعد اكتفاء منه بما تقدم حتى لا يقع في التكرار.
وقد راعى ابن دريد ان يبدأ كل باب بالكلمة التي تبدأ بالحرف المعقود له الباب يليه الحرف الذي بعده في الترتيب الألفبائي فباب الباء يصدره مع التاء وباب التاء مع الثاء وعندما يبلغ باب الراء يذكر الأصول التي تبدأ بالراء فزاي مثل رزم رزق ثم ذكر الأصول تبدأ بحرف الراء فحرف السين مثل رسغ رسف رسل ولكنه لا يذكر في هذا الباب ربح لأنه ذكرها في جرح.
وقد جعل ابن دريد للفظ الثلاثي والرباعي والخماسي ملحقات فالمعجم مقسم عنده إلى الثنائي المضاعف وما يلحق به فالثلاثي وما يلحق به...الخ وقد بدأت الجمهرة بباب الثئائي الصحيح ويبدأ بالهمزة على هذا النحو (أب ب، أت ت ثم أث ث وهكذا)و في باب الباء يبدأ بإيراد ب ت ت البت ومن معكوسة تبت يدا ثم ب ث ث ثم ب ج ج ز استعمل من معكوسة جب وناقة جباء وبعسر أجب وبعد ذلك يأتي الجزء الآخر من المعجم ويتضمن أبواب الثلاثي الصحيح وما تشعب منه ويضم معظم ألفاظ المعجم كأن يورد مثلا ب ت ث، ب ت ح، ب ت ح.
يمتاز كتاب الجمهرة بأنه أصل راسخ من الأصول التي اعتمد عليها مؤلفو المعاجم بعده وقد عرف بعنايته بإيراد لهجات العرب ولغاتها وباهتمامه بالدخيل والمعرب غير أن الجمهرة لم تحظ بالانتشار الواسع بسبب صعوبة وتعقيد أسلوبها ومن هنا دعت الحاجة إلى عمل فهارس مفصلة بمحتواها مما يسهل الانتفاع منها وقد حظيت مع ذلك بعناية الأقدمين من العلماء فقامت حولها دراسات عديدة منها فائت الجمهرة لأبي عمر الزاهد وجوهرة الجمهرة للصاحب بن عباد وهي مختصر للجمهرة ونشر شواهد الجمهرة لأبي العلاء المعري وكلها مفقود.
طبعت جمهرة اللغة في حيدر أباد بالهند سنة 1926 في ثلاثة مجلدات من القطع الكبير في نحو 1500 صفحة بالإضافة إلى مجلد يزيد على نصف حجمها يحتوي على فهارس مفصلة لمحتواها وكان ذلك بعناية محمد السورتي والمستشرق سالم كرنكو.